# Mohamad al-Garni
Pour les articles homonymes, voir al-Garni.
Mohamad al-Garni (en arabe : محمد القرني), né le 2 juillet 1992 au Maroc, est un athlète qatarien, spécialiste du demi-fond.

## Carrière
Il participe aux Jeux olympiques à Londres pour le Qatar. Il remporte deux médailles d'or, sur 1 500 m et 5 000 m, lors des Jeux asiatiques de 2014 à Incheon.
Il prend sa retraite sportive à l'issue de la saison 2016, à 24 ans. Il revient à la compétition fin 2020, après le premier confinement à la suite de la Pandémie de Covid-19.

## Palmarès
| Date | Compétition                   | Lieu       | Résultat | Épreuve     | Temps          |
| ---- | ----------------------------- | ---------- | -------- | ----------- | -------------- |
| 2009 | Championnats du monde cadets  | Bressanone | 5e       | 1 500 m     | 3 min 43 s 86  |
| 2010 | Championnats d'Asie en salle  | Téhéran    | 2e       | 1 500 m     | 3 min 53 s 12  |
| 2010 | Championnats du monde juniors | Barcelone  | 7e       | 800 m       | 1 min 50 s 16  |
| 2010 | Championnats du monde juniors | Barcelone  | 3e       | 1 500 m     | 3 min 38 s 91  |
| 2011 | Championnats panarabes        | Al-Aïn     | 3e       | 1 500 m     | 3 min 59 s 23  |
| 2011 | Jeux panarabes                | Doha       | 3e       | 1 500 m     | 3 min 34 s 61  |
| 2012 | Championnats d'Asie en salle  | Hangzhou   | 1er      | 1 500 m     | 3 min 58 s 04  |
| 2012 | Championnats d'Asie en salle  | Hangzhou   | 2e       | 3 000 m     | 7 min 46 s 17  |
| 2013 | Championnats d'Asie           | Pune       | 2e       | 1 500 m     | 3 min 40 s 75  |
| 2014 | Championnats d'Asie en salle  | Hangzhou   | 1er      | 1 500 m     | 3 min 48 s 79  |
| 2014 | Championnats d'Asie en salle  | Hangzhou   | 1er      | 3 000 m     | 8 min 08 s 65  |
| 2014 | Relais mondiaux de l'IAAF     | Nassau     | 7e       | 4 × 1 500 m | 15 min 10 s 77 |
| 2015 | Championnats d'Asie           | Wuhan      | 1er      | 1 500 m     | 3 min 41 s 42  |
| 2015 | Championnats d'Asie           | Wuhan      | 1er      | 5 000 m     | 13 min 34 s 47 |
| 2016 | Championnats d'Asie en salle  | Doha       | 1er      | 1 500 m     | 3 min 36 s 35  |
| 2016 | Championnats d'Asie en salle  | Doha       | 1er      | 3 000 m     | 7 min 39 s 23  |
| 2023 | Championnats d'Asie en salle  | Astana     | 2e       | 1 500 m     | 3 min 43 s 39  |
| 2023 | Championnats d'Asie en salle  | Astana     | 1er      | 3 000 m     | 7 min 55 s 25  |
| 2023 | Jeux asiatiques               | Hangzhou   | 1er      | 1 500 m     | 3 min 38 s 36  |

## Records
| Épreuve | Épreuve   | Temps         | Lieu | Date             |
| ------- | --------- | ------------- | ---- | ---------------- |
| 1 500 m | Plein air | 3 min 34 s 61 | Doha | 20 décembre 2011 |
| 1 500 m | En salle  | 3 min 36 s 35 | Doha | 20 février 2016  |